# 浜町アーケード停留場
浜町アーケード停留場（はまのまちアーケードていりゅうじょう、浜町アーケード電停）は、長崎県長崎市にある長崎電気軌道蛍茶屋支線の停留場である。駅番号は36。2号・4号・5号各系統が停車する。
元々は西浜町停留場の一部で、「アーケード入口」の副称が与えられていた蛍茶屋支線のホームが2018年に独立したものである。

## 歴史
1920年開業の西浜町停留場に増設されたホームを前身とする。アーケード入口側の乗り場が設けられた時期は不詳だが、長崎電気軌道によると1921年から1933年ごろとされる。
当時設定されていた系統で両方の乗り場を経由するものは存在しなかったという。1945年（昭和20年）11月、同年の長崎市への原子爆弾投下から復旧した際に、西浜町停留場の両方の乗り場を経由し運行されたとみられる。
以降も長らく西浜町停留場（アーケード入口）として供用されていたが、2018年に他停留場の改称と合わせ独立した。なお、改称以前においても互いの乗り場の間は1区間として扱われていたため、一方の乗り場からもう一方の乗り場まで乗車した場合も運賃を支払わねばならなかった。

### 年表
- 1921年（大正10年）以降：西浜町停留場の一部として開業[1]。
- 1945年（昭和20年）
  - 8月9日：原爆投下により全線不通[8]。
  - 11月25日：蛍茶屋支線が復旧[9][8]。
- 2009年（平成21年）3月15日：3方分岐部分の軌道かさ上げ工事が竣工[10]。
- 2010年（平成22年）3月15日：アーケード入口側の乗り場を改修[11]。
- 2018年（平成30年）8月1日：アーケード入口側の乗り場を浜町アーケード停留場として独立・改称。

## 構造

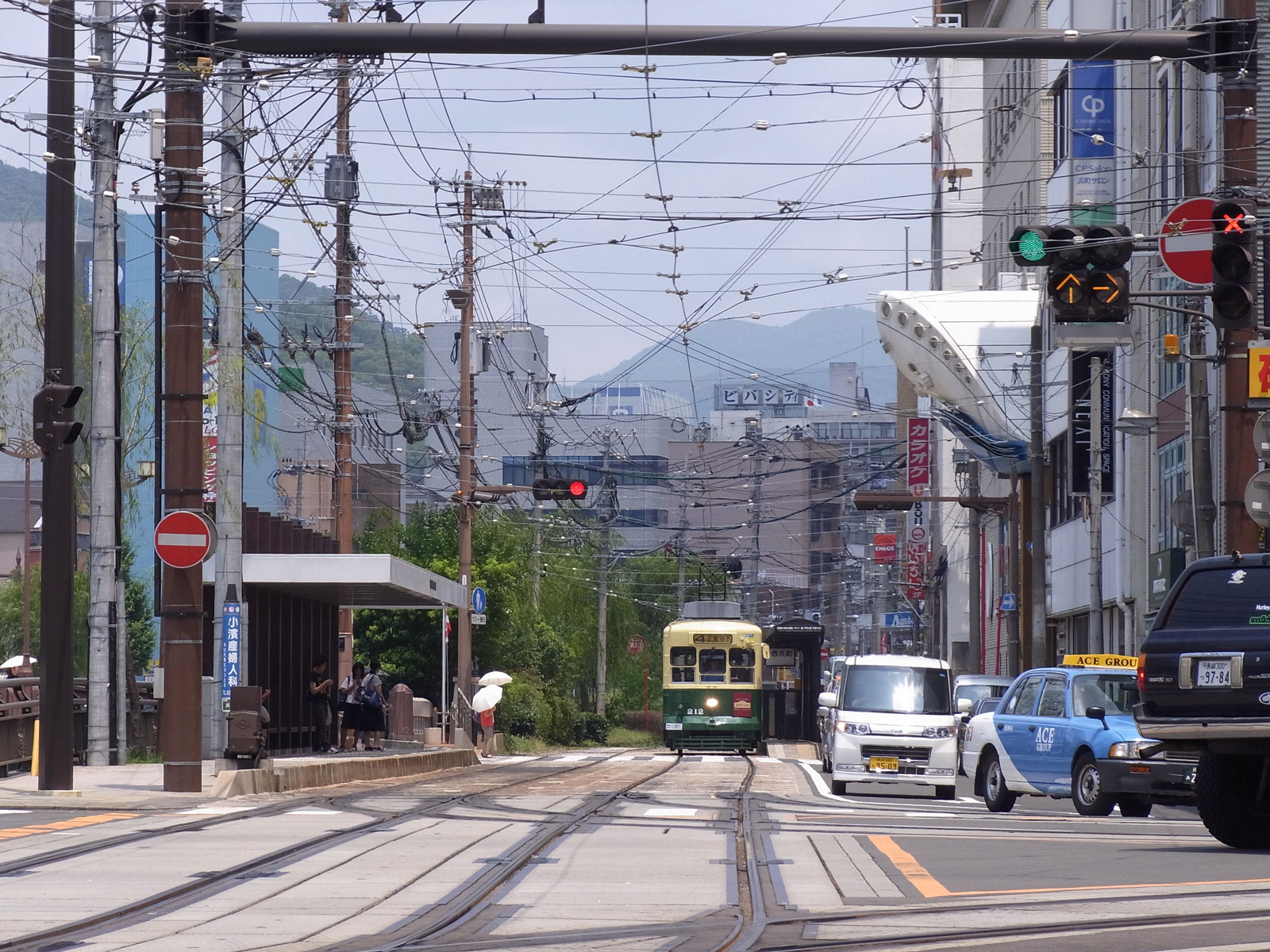
デルタ線越しに見る浜町アーケード停留場。電車は新地中華街方面行きホームに停まっている

併用軌道区間にあり、信号交差点の蛍茶屋寄りにホームが2面設けられている。この2面は斜向かいにずれて位置していて、交差点側から見て手前に蛍茶屋方面行き、奥に新地中華街方面行きのホームがある。蛍茶屋方面行きは中島川に面し、新地中華街方面行きはホーム長が1両分しかない。
交差点を挟んで西側に西浜町停留場のホームがある。

## 利用状況
長崎電軌軌道の調査によると1日の乗降客数は以下の通り。
- 2015年 - 3,800人[16]（西浜町停留場アーケード入口乗り物として）

## 周辺
- 長崎バス･長崎県営バス「中央橋」バス停
- ドン・キホーテ浜町店
- TSUTAYA遊ING浜町店

## 隣の停留場
長崎電気軌道
蛍茶屋支線
西浜町停留場 (32) - 浜町アーケード停留場 (36) - めがね橋停留場 (37)